# Merosargus amethystinus
Merosargus amethystinus är en tvåvingeart som först beskrevs av Lindner 1969.  Merosargus amethystinus ingår i släktet Merosargus och familjen vapenflugor. Inga underarter finns listade i Catalogue of Life.